# Gmina Erdut
Gmina Erdut (chorw. Općina Erdut) – gmina w Chorwacji, w żupanii osijecko-barańskiej.

## Miejscowości i liczba mieszkańców (2011)
- Aljmaš – 605
- Bijelo Brdo – 1961
- Dalj – 3937
- Erdut – 805